# Superliga de baloncesto de Kosovo 2020-21
La Superliga de baloncesto de Kosovo 2020-21 es la edición número 28 de la Superliga de baloncesto de Kosovo, la primera división del baloncesto profesional de Kosovo. La temporada regular comenzó el 28 de octubre de 2020.

## Equipos
| Equipo             | Ciudad    |
| ------------------ | --------- |
| KB Peja            | Peć       |
| Golden Eagle Ylli  | Suva Reka |
| KB Rahoveci        | Orahovac  |
| KB Ponte Prizreni  | Prizren   |
| KB Trepça          | Mitrovica |
| Z-Mobile Prishtina | Pristina  |
| KB Bashkimi        | Prizren   |
| KB Vëllaznimi      | Đakovica  |

## Clasificación
| | Equipo             | J  | G  | P  | PF   | PC   | DP   |
| --- | ------------------ | -- | -- | -- | ---- | ---- | ---- |
| 1 | KB Rahoveci        | 15 | 12 | 3  | 1229 | 1131 | 98   |
| 2 | KB Peja            | 15 | 10 | 5  | 1245 | 1160 | 85   |
| 3 | KB Ponte Prizreni  | 15 | 10 | 5  | 1251 | 1181 | 70   |
| 4 | Golden Eagle Ylli  | 15 | 9  | 6  | 1259 | 1174 | 85   |
| 5 | KB Bashkimi        | 15 | 8  | 7  | 1226 | 1228 | -2   |
| 6 | KB Vëllaznimi      | 15 | 4  | 11 | 1121 | 1214 | -93  |
| 7 | Z-Mobile Prishtina | 15 | 4  | 11 | 1150 | 1256 | -106 |
| 8 | KB Trepça          | 15 | 3  | 12 | 1094 | 1231 | -137 |
| Fuente: Superliga de baloncesto de Kosovo Archivado el 1 de diciembre de 2020 en Wayback Machine.; actualización automática |                    |    |    |    |      |      |      |